# Colletes fulvipes
Colletes fulvipes är en biart som beskrevs av Maximilian Spinola 1851. Colletes fulvipes ingår i släktet sidenbin, och familjen korttungebin. Inga underarter finns listade i Catalogue of Life.